# Działy (Stępień)
Działy (niem. Albertshof) – kolonia wsi Stępień w Polsce, położona w województwie warmińsko-mazurskim, w powiecie braniewskim, w gminie Braniewo, przy drodze wojewódzkiej nr 504.
Znajduje się w historycznym regionie Warmia. Do 1954 w granicach Braniewa. W latach 1975–1998 miejscowość administracyjnie należała do województwa elbląskiego.